# Giulio Avigdor
Giulio Avigdor (Jules Avigdor), né à Nice en 1812 et mort à Paris en 1855, est un homme politique italien du XIXe siècle, député de la province de Nice au Parlement de Turin.

## Biographie
Giulio Avigdo est né à Nice en 1812 et décédé à Paris en 1855. Frère du député Enrico Avigdor (Henri Avigdor), il est banquier, négociant et propriétaire.
Libéral, élu au Conseil municipal de Nice en juillet 1850, il est ensuite élu député du 2e collège de Nice en janvier 1854 (5e législature) mais son élection est invalidée. Il était également consul de Prusse à Nice.